# Żyła (geologia)

Żyła smaltynu na poziomie 400 stóp w kopalni srebra Nipissing, Kanada, fot. Arthura Cole'a, 1911

Żyła geologiczna – ciało skalne lub mineralne młodsze od skał sąsiadujących wypełniające szczelinę i spękania w skałach otaczających.

## Materiał skalny
Żyła zbudowana jest najczęściej z minerałów wytrąconych z roztworów wodnych lub z materiałów pochodzących z krystalizacji magmy. Istnieją również żyły wypełnione minerałami osadowymi (żyła klastyczna, dajka klastyczna, najczęściej blisko powierzchni).